# Vulcão complexo
complexo de vulcânico pode ser um aglomerado de vulcões que atualmente vários locais pelo mundo seja de superfície ou aguatico exemplos 

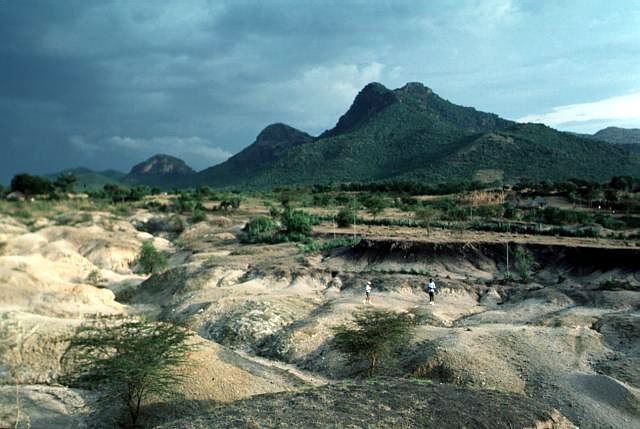
Homa Mountain, Quénia em 1994

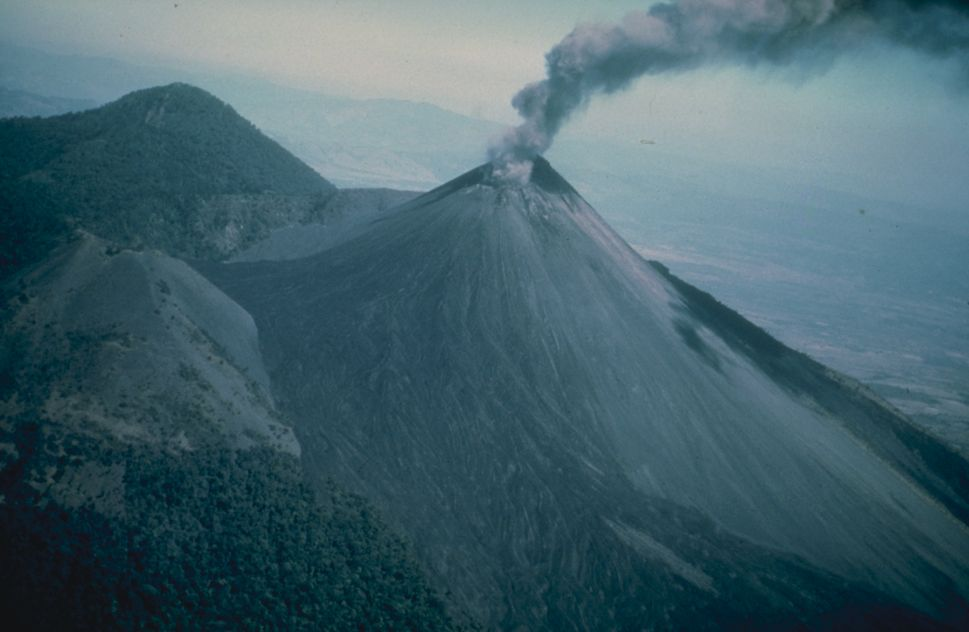
An eruption of Pacaya, Guatemala em 1976

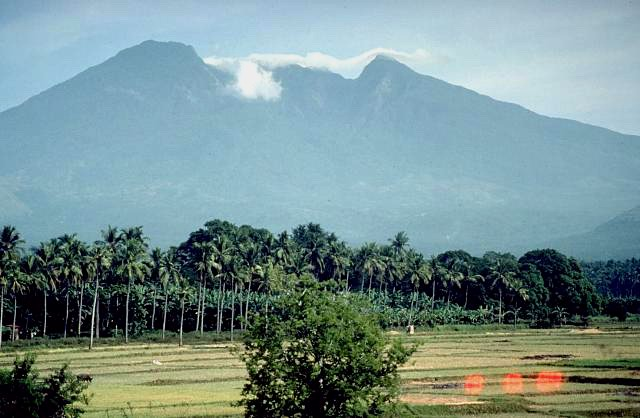
Monte Banahaw, Luzon, Filipinas em 1989

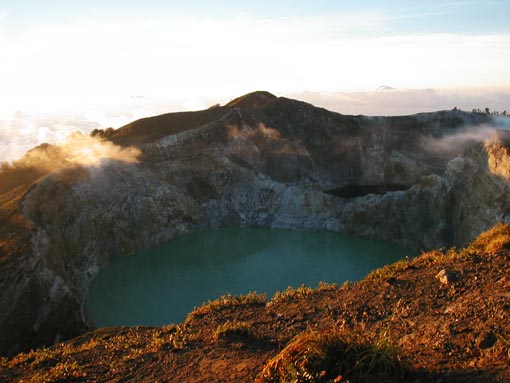
Kelimutu, Flores, Indonésia

Vulcão complexo, por vezes vulcão composto, é um vulcão que reúne características associadas a diferentes tipos de vulcanismo, seja do ponto de vista da composição mineralógica dos produtos ejectados, dos mecanismos eruptivos ou da geomorfologia que lhe esteja associada. Este tipo de vulcão é formado devido a variações nas características eruptivas durante a fase activa do vulcão ou devido à presença de diferentes centros eruptivos, com características diferentes, numa mesma área.

## Exemplos
- Akita-Take-Yama (Honshū, Japão)
- Asacha (Kamchatka Peninsula, Rússia)
- Asama (Honshū, Japão)
- Kusatsu-Shirane (Kusatsu, Gunma, Japão)
- Banahaw (Luzon, Filipinas)
- Caldeira do Lago Bennett (Colúmbia Britânica/Yukon, Canadá)
- Complexo vulcânico do Monte Edziza (Colúmbia Britânica, Canadá)
- Galeras (Colômbia)
- Grupo Grozny (ilhas Curilhas, Rússia)
- Mote Homa (Quénia)
- vulcão Irazú (Costa Rica)
- Ischia (Itália)
- Kelimutu (Flores, Indonésia)
- Las Pilas (Nicarágua)
- Caldeira Long Valley (Califórnia, Estados Unidos)
- Ilhas McDonald (Oceano Índico)
- Mount Meager (Colúmbia Britânica, Canadá)
- Morne Trois Pitons (Dominica)
- Mundua (Nova Bretanha, Papua-Nova Guiné)
- Pacaya (Guatemala)
- Puyehue-Cordón Caulle (Chile)
- Rincón de la Vieja (Costa Rica)
- Silverthrone Caldera (Colúmbia Britânica, Canadá)
- Estreito de Santo André (ilhas Admiralty, Papua-Nova Guiné)
- Taal Volcano, Batangas, Filipinas
- Three Sisters (Oregon) (Oregon, Estados Unidos)
- Three Kings, (Auckland, Nova Zelândia)
- Tongariro, (Nova Zelândia)
- Valles Caldera (Novo México, Estados Unidos)
- Ilha Whale (Nova Zelândia)
- Yellowstone Caldera (Wyoming, Estados Unidos)